# Банго Васил
Васильовден или Банго Васил (буквално „Куцият Васил“) се празнува от част от ромите в България. Празникът е известен като „Ромската Нова Година“. Макар за православните цигани той да отстъпва на главните празници Гергьовден и Голяма Богородица, сред българите той е приеман за специфично цигански, тъй като, за разлика от другите два празника, циганите го отбелязват по-пищно от останалите православни.

## Празник
Дните са свързани с няколко ромски легенди. Според първата Банго Васил е Свети Василий Велики – застъпник и защитник на ромите. Той възстановява моста, по който преминават ромите, след като този мост е бил разрушен от Дявола и спасява давещите се роми. Според втората легенда Банго Васил е историческа личност, куц овчар, който спасява давещо се ромско дете или приютява бягащ от неприятелите си ром.

### Подготовка
Подготовката за празника започва седмица преди 13 януари. Купува се по избор гъска или петел, в случай, че семейството не си отглежда. Животното трябва да бъде купено най-късно на 12 януари и задължително да преспи в къщата „за да не избяга късмета“. Сутринта на 13 януари. гъската или петелът се коли и към 14 ч. започват реалните приготовления. Основна грижа е подготовката на трапезата и изработването на сурвакница. При различните групи роми сурвакниците изглеждат по различен начин. Общото е, че се правят непременно от дрян, различна е украсата.

### Василица
Василица е подчертано семеен празник. При всички ромски групи вечерята на 13 януари играе изключително важна роля и е изпълнена с богата символика. Също при всички ромски групи е задължително от момента, в който започва вечерята до полунощ вратите на къщата да бъдат здраво затворени – никой от семейството не излиза навън, дори в двора и никой външен човек не се допуска да влезе в къщата. Това е един от малкото случаи, в които ромите категорично отказват традиционното си гостоприемство.
Върху масата се поставят приготвените гозби – сварен петел или гъска, сарми, често с късмети – дрянови пъпки, баница с късмети, богато украсена питка (също много често с късмети) или обреден хляб – кулак, вино, ракия. Обичайно вечерята започва с прикаждане и благославяне на трапезата. Прикаждащият, обикновено това е жената, отправя молитви за късмет, плодородие и щастие. След това членовете на семейството се опрощават, като си целуват взаимно ръка. След опрощаването най-старите вземат богато украсената питка (кулака) и я счупват на две „за да се види на кого късмета ще е по-голям през тази година и ще храни къщата“. След това майката начупва парчета от питката за всички деца. Първата хапка от питата не се изяжда, а се увива и се поставя под възглавницата. Смята се, че сънищата през тази нощ показват какво ще се случи през настъпващата година. Трапезата не се раздига до сутринта – смята се, че това носи берекет.

### Посрещане на Нова година
Посрещането на Банго Васил, а чрез него – и на Новата година, заема важно място в празника. То се извършва по два начина – чрез сурвакане и чрез превъплъщаване на главата на семейството в ролята на Банго Васил, или на негов пратеник. В полунощ настъпва Васильовден и Новата година. Оттогава започва сурвакането. Сурвакарите пожелават здраве, плодородие и късмет. Техните думи обикновено са кратки: „Сурва-сурва година, догодина – пак живо и здраво“ при бургуджиите, „Акулсъ – бакулсун иере саулсун!“ – „Сурва весела година – догодина пак жив и здрав“ при хорохане-рома и т.н. Както и в българската традиция на сурвакарите се даряват сушени плодове, бонбони, пари.
По-голям интерес представлява обичаят с превъплъщаването на главата на семейството в ролята на пратеник на Банго Васил. С влизането си в къщата се провиква: „Васили авалъ“ – „Васил дойде“ и хвърля житото и ориза. Децата събират колкото се може повече от него, защото това е късметът, който Свети Васил им носи. После започва сурвакането, като първо главата на семейството (пратеникът на Свети Васил) сурвака всички за здраве и късмет. Всичко това се прави с особена тържественост, защото се вярва, че носи плодородие, щастие и късмет.